# بویل‌استون (آلاباما)
بویل‌استون (به انگلیسی: Boylston) یک منطقهٔ مسکونی در ایالات متحده آمریکا است که در آلاباما واقع شده‌است. بویل‌استون ۶۶٫۱۴ متر بالاتر از سطح دریا واقع شده‌است.